# Еньяут Зубікарай
Еньяут Зубікарай (ісп. Eñaut Zubikarai, нар. 26 лютого 1984, Ондарроа) — іспанський футболіст, воротар клубу «Окленд Сіті».
Виступав, зокрема, за клуб «Реал Сосьєдад».

## Ігрова кар'єра

### Ранні роки
Народився 26 лютого 1984 року в місті Ондарроа. Розпочав займатись футболом у місцевому клубі «Ауррера Ондарроа».
2003 року у віці 19 років потрапив в «Реал Сосьєдад Б», у складі якого дебютував на дорослому рівні 8 лютого 2004 року в матчі Сегунди Б проти «Саудаль Депортіво» (2:1). Його хороша гра у другій частині сезону 2003/04 та в 2004/05 зробила його кандидатом для переведення в першу команду. Проте перш ніж туди перейти, він був відданий в оренду «Ейбар» з Сегунди, де провів сезон 2005/06, але через травму лівого плеча пропустив більшу частину сезону, зігравши лише один матч в чемпіонаті, а клуб вилетів у третій дивізіон. Після цього у воротаря виникла думку завчасно завершити ігрову кар'єру. Тим не менш Зубікарай повернувся в «Реал Сосьєдад», де знову травмував своє ліве плече і змушений був продовжити виступати у дублі.

### «Реал Сосьєдад»
Влітку 2008 року, після того як воротар першої команди Асьєр Рієсго перейшов у «Рекреатіво», Зубікарай був заявлений за першу команду. Дебютував за «Реал Сосьєдад» 3 вересня 2008 року в матчі Кубка проти «Сарагоси» (1:0). Проте у першому сезоні 2008/09 він перебував у тіні чилійського воротаря Клаудіо Браво, який за підсумками того сезону виграв Трофей Самори у Сегунді, Тим не менше під час поїздод Браво на матчі чилійської національної збірної на кваліфікаційні матчі чемпіонату світу 2010 року, дали можливість Зубікараю зіграти 9 матчів в тому сезоні.
У наступному сезоні 2009/10 Еньяут залишився дублером Клаудіо Браво, тому дебютував у чемпіонаті лише в 21 і наступному турі, після вилучення Браво, після чого повернувся на лаву запасних. У 30 турі Браво зазнав серйозної травми і не міг зіграти до кінця сезону, і Зубікарай став основним гравцем, відігравши останні матч сезону і допомігши команді зайняти перше місце у Сегунді та вийти в Ла Лігу. Наступний сезон 2010/11 став першим для Зубікарая у вищому дивізіоні Іспанії. Однак, після того, як Браво відновився, у Еньяута не було жодного шансу дебютувати, оскільки Браво відіграв у всіх матчах без замін. Зубікарай зіграв того сезону лише дві гри проти «Альмерії», в яких пропустив 5 голів і команда вилетіла в першому ж раунді.
Влітку 2011 року воротар виявив бажання змінити клуб, щоб отримати більше ігрового часу. В липні 2011 року Еньяут майже перейшов у клуб Сегунди «Еркулес», але через тиск з боку вболівальників контракт підписано не було, оскільки він був сином члена терористичної організації ETA, і його батько відбував вирок саме у в'язниці в Аліканте. Через це Зубікарай повинен був залишитися ще на один сезон в «Реал Сосьєдаді», не маючи багато можливостей грати. Тим не менш цього сезону Зубікарай таки дебютував у першому дивізіоні Іспанії, 10 квітня 2011 року у матчі проти «Реала Бетіс» (1:1). Він замінив Клаудіо Браво, який був вилучений у попередньому матчі за другу жовту картку на шляху до роздягальні. Цей матч так і залишився єдиним у чемпіонаті для гравця в тому сезоні, ще 4 гри він провів у Кубку.
В наступні два сезони Зубікарай продовжив бути дублером Браво і виходив лише через травми чи дискваліфікації останнього. Лише після того як влітку 2014 року Браво перейшов до «Барселони», Зубікарай став основним гравцем. Однак, незабаром після того, пропустивши чотири голи у виїзному матчі проти «Вільярреал» в грудні, він втратив свою позицію на користь Херонімо Рульї. 30 червня 2015 року, після закінчення контракту, Зубікарай покинув клуб.

### Подальші роки
20 січня наступного року, після декількох місяців без клубу, він підписав п'ятимісячну угоду з «Тонделою» з Португалії. До кінця сезону зіграв лише 5 матчів у Прімері.
До складу новозеландського клубу «Окленд Сіті» приєднався 2016 року. Станом на 24 листопада 2017 відіграв за команду з Окленда 25 матчів в національному чемпіонаті.

## Особисте життя
Батько Еньяута Кандіда Зубікарай був командором терористичної організації ЕТА. Він провів 22 роки у в'язниці за вбивства двох поліцейських і наркоторговця. З 5-річного віку і до 27 років Еньяут ніколи не бачив свого батька на свободі, тільки в тюрмі. За співпрацю з ЕТА була заарештована і його мама. Коли її звільнили, вона стала їздити разом з сином до чоловіка щонеділі. Заради 40-хвилинних зустрічей (більше не дозволялося) сім'я раз в тиждень перетинала майже всю Іспанію — Кандіда відбував термін в Аліканте, оскільки заарештованих активістів ЕТА спеціально тримали подалі від Країни Басків. Після 22 років в'язниці батько воротаря «Реал Сосьєдаду» вийшов на свободу

## Титули і досягнення
- Переможець Ліги чемпіонів ОФК (1): 2017
- Прем'єр чемпіонату Нової Зеландії (1): 2016/17